# Morti nel 1641
| Questa pagina contiene informazioni ricavate automaticamente dalle voci biografiche con l'ausilio del template Bio e di un bot. L'aggiornamento è periodico e automatico e ricostruisce completamente la pagina. Se manca una persona in questa lista, sei pregato di non aggiungerla, ma accertati piuttosto che la sua voce biografica contenga il template Bio e che i dati anagrafici siano correttamente compilati. Se il template Bio manca, inseriscilo tu stesso o, in alternativa, metti l'avviso {{tmp\|Bio}} che ne segnala la mancanza. Se i dati riportati sono sbagliati, correggi direttamente la voce biografica; le modifiche saranno visibili in questa lista entro pochi giorni. Per chiarimenti vedi il progetto biografie. La lista contiene solo le 88 persone che sono citate nell'enciclopedia e per le quali è stato implementato correttamente il template Bio. Pagina aggiornata al 10 giu 2025. |

## Gennaio(5)
- 3 gennaio - Jeremiah Horrocks, astronomo britannico (n. 1618)
- 7 gennaio - Charles de Condren, presbitero francese (n. 1588)
- 11 gennaio - Gabriel Plautzius, compositore sloveno
- 24 gennaio - Felice Centini, cardinale e vescovo cattolico italiano (n. 1562)
- 26 gennaio - Lawrence Hyde, avvocato e politico inglese (n. 1562)

## Febbraio(4)
- 15 febbraio - Sara Copio, letterata italiana
- 24 febbraio - Francesco Usper, organista e compositore italiano (n. 1561)
- 24 febbraio - Filippo Volfango di Hanau-Lichtenberg, conte tedesco (n. 1595)
- 27 febbraio - Pau Claris i Casademunt, politico spagnolo (n. 1586)

## Marzo(5)
- 8 marzo - Xu Xiake, esploratore cinese (n. 1587)
- 14 marzo - Adamo di Schwarzenberg, ufficiale tedesco (n. 1583)
- 27 marzo - Jerónima de Burgos, attrice teatrale spagnola
- 29 marzo - George Manners, VII conte di Rutland, politico inglese (n. 1580)
- 30 marzo - Martino Alfieri, arcivescovo cattolico italiano (n. 1590)

## Aprile(7)
- 2 aprile - Giorgio di Brunswick-Lüneburg, duca (n. 1582)
- 6 aprile - Domenichino, pittore italiano (n. 1581)
- 11 aprile - Jacopo Soldani, umanista e poeta italiano (n. 1579)
- 13 aprile - Scipione Tancredi, vescovo cattolico italiano
- 26 aprile - Hosokawa Tadatoshi, militare giapponese (n. 1586)
- 28 aprile - Hans Georg von Arnim, generale tedesco (n. 1583)
- 30 aprile - Sidi al-Ayashi, marocchino (n. 1563)

## Maggio(3)
- 9 maggio - Francis Russell, IV conte di Bedford, politico inglese (n. 1593)
- 10 maggio - Johan Banér, militare svedese (n. 1596)
- 12 maggio - Thomas Wentworth, I conte di Strafford, politico inglese (n. 1593)

## Giugno(6)
- 1º giugno - Carlo Emmanuele Pio di Savoia, cardinale italiano (n. 1585)
- 3 giugno - Arima Naozumi, militare giapponese (n. 1586)
- 9 giugno - Ferdinando Carli, scrittore italiano (n. 1578)
- 12 giugno - Abu'l-Hasan Asaf Khan, politico indiano
- 26 giugno - Edvige di Danimarca, principessa danese (n. 1581)
- 27 giugno - Michiel van Mierevelt, pittore e disegnatore olandese (n. 1566)

## Luglio(6)
- 6 luglio - Luigi di Borbone-Soissons, nobile francese (n. 1604)
- 6 luglio - Livia della Rovere, duchessa italiana (n. 1585)
- 8 luglio - Balthasar I Moretus, tipografo e editore fiammingo (n. 1574)
- 15 luglio - Aernout van Buchel, scrittore e disegnatore olandese (n. 1565)
- 24 luglio - Gianfrancesco Guidi di Bagno, cardinale italiano (n. 1578)
- 30 luglio - Ottavio Corsini, arcivescovo cattolico e letterato italiano (n. 1588)

## Agosto(4)
- 4 agosto - Otto III di Brunswick, nobile tedesco (n. 1572)
- 7 agosto - Gwanghaegun di Joseon, re coreano (n. 1575)
- 16 agosto - Thomas Heywood, drammaturgo inglese (n. 1573)
- 24 agosto - Antonio da Virgoletta, missionario italiano (n. 1593)

## Settembre(4)
- 6 settembre - Francesco Vastarini, religioso, filosofo e scrittore italiano (n. 1566)
- 10 settembre - Ambrose Barlow, presbitero inglese (n. 1585)
- 11 settembre - Renea Burlamacchi, scrittrice italiana (n. 1568)
- 16 settembre - Luigi di Savoia-Nemours, nobile francese (n. 1615)

## Ottobre(6)
- 3 ottobre - Étienne Martellange, gesuita, architetto e pittore francese (n. 1569)
- 6 ottobre - Erasmo Marotta, compositore italiano (n. 1576)
- 7 ottobre - Francesco Arcudi, vescovo cattolico italiano (n. 1596)
- 21 ottobre - Antonino Amico, religioso e storico italiano (n. 1586)
- 24 ottobre - Jan van de Velde II, incisore, pittore e disegnatore olandese (n. 1593)
- 26 ottobre - Orazio Michi dell'Arpa, arpista e compositore italiano

## Novembre(5)
- 9 novembre - Ferdinando d'Asburgo, cardinale, arcivescovo cattolico e generale spagnolo (n. 1609)
- 12 novembre - Filippo Luigi III di Hanau-Münzenberg, conte tedesco (n. 1632)
- 19 novembre - Sigismondo Donati, vescovo cattolico e diplomatico italiano (n. 1552)
- 21 novembre - Johann Kaspar von Stadion, militare (n. 1567)
- 25 novembre - Antonio Santacroce, cardinale e arcivescovo cattolico italiano (n. 1599)

## Dicembre(7)
- 6 dicembre - Françoise de Montmorency, francese (n. 1566)
- 9 dicembre - Francesco III Boncompagni, cardinale e arcivescovo cattolico italiano (n. 1592)
- 9 dicembre - Antoon van Dyck, pittore fiammingo (n. 1599)
- 12 dicembre - Giovanna Francesca Frémiot de Chantal, religiosa francese (n. 1572)
- 15 dicembre - Cosimo Merlini, orafo italiano (n. 1580)
- 21 dicembre - Luca Stella, arcivescovo cattolico italiano
- 22 dicembre - Massimiliano di Béthune, politico francese (n. 1559)

## Senza giorno specificato(26)
- John Amner, compositore inglese (n. 1579)
- Niccolò Barbieri, attore teatrale e commediografo italiano (n. 1576)
- Giulio Barbolani, ammiraglio italiano
- Ludovico Bartolaia, tenore e compositore italiano (n. 1541)
- Ercole Bazzicaluva, pittore e incisore italiano (n. 1590)
- Francesca Caccini, compositrice, clavicembalista e soprano italiana (n. 1587)
- Luca Ciamberlano, incisore e pittore italiano (n. 1580)
- Alonso de Contreras, militare, avventuriero e scrittore spagnolo (n. 1582)
- Robert Dowland, liutista e compositore inglese
- Jérôme Duquesnoy il Vecchio, scultore fiammingo
- Teofilo Gallaccini, matematico e umanista italiano (n. 1564)
- Léonard Gaultier, incisore francese (n. 1561)
- Franciscus Gomarus, pastore protestante e teologo olandese (n. 1563)
- Guy de La Brosse, botanico e medico francese
- Peter Minuit, politico olandese (n. 1580)
- Thomas Mun, economista inglese (n. 1571)
- Adam van Noort, pittore fiammingo (n. 1561)
- Giovanni Battista Orsi, architetto italiano (n. 1600)
- Francesco Peparelli, architetto italiano
- Francesco Pozzobonelli, nobile e politico italiano
- Andrea Spinola, doge (n. 1562)
- Tomás Tamayo de Vargas, diplomatico, letterato e critico letterario spagnolo (n. 1589)
- Francesca Turini Bufalini, poetessa italiana (n. 1553)
- Artus Wolffort, pittore fiammingo (n. 1581)
- Gerard de Malynes, scrittore e mercante britannico (n. 1586)
- Wilhelm von der Wense, nobile e filosofo tedesco (n. 1586)